# KAKUMEI
「KAKUMEI」(かくめい)は、Silent Sirenの8枚目のシングル。2015年1月14日に発売された。

## 収録曲
全楽曲作詞：あいにゃん、作曲：クボナオキ、編曲：samfree&クボナオキ

### 完全生産限定盤
CD
1. KAKUMEI (4:31)
2. チラナイハナ(Live ver.) (5:14)